# Trichogypsia alaskensis
Trichogypsia alaskensis és una espècie d'esponja calcària, marina i amb espícules formades per carbonat de calci. L'esponja pertany al gènere Trichogypsia i a la família Trichogypsiidae. El nom científic de l'espècie va ser publicat per primera vegada el 2017 per Helmut Lehnert i Robert P. Stone.